# Železniční trať Ústí nad Orlicí – Mezilesí
Železniční trať Ústí nad Orlicí – Mezilesí (v jízdním řádu pro cestující označená číslem 024) je jednokolejná  železniční trať elektrizovaná soustavou 3 kV DC. V Lichkově navazuje trať do Štítů.

## Historie
List povolení Františka Josefa Prvního ze dne 25. června 1870 udělil koncesionářům právo ke stavbě a užívání železnice lokomotivní od hranic říšských u Dolní Lipky k některému příhodnému místu železnice Brněnsko-Pražské u Ústí nad Orlicí.
10. ledna 1874 zahájila Rakouská severozápadní dráha provoz na trati Hradec Králové – Letohrad – Lichkov; v říjnu téhož roku pak na propojovací odbočce Ústí nad Orlicí – Letohrad, což si vyžádalo stavbu nového nádraží v Ústí nad Orlicí. 15. října 1875 pak zahájil provoz úsek přes státní hranici do tehdejšího Pruska. Od roku 1939 do roku 1947 byl v provozu tzv. Lichkovský triangl (směr Międzylesie – Dolní Lipka), spodek zrušené části trati je dodnes patrný. V roce 1982 byl elektrizován úsek Ústí nad Orlicí – Letohrad.[zdroj?] V roce 2008 byla dokončena modernizace a elektrizace úseku Letohrad–Lichkov, včetně pohraničního úseku do Międzylesie, první elektrický vlak projel tímto úsekem 20. listopadu 2008. Od roku 2012 začaly přípravné práce na rekonstrukci železniční stanice Ústí nad Orlicí,  která byla dokončena v roce 2015. V roce 2016 proběhla rekonstrukce traťového úseku Ústí nad Orlicí – Letohrad. Od března 2019 probíhala rekonstrukce železniční stanice Letohrad.[zdroj?] V budoucnu je v plánu rekonstrukce a elektrizace úseku Lichkov–Králíky, zájem mají i Štíty, kde momentálně vlak nejezdí.
V listopadu 2024 České dráhy zavedly spoj Ex32 Praha – Pardubice – Vratislav – Gdyně na trase se zastávkami Kolín, Pardubice, Ústí nad Orlicí, Letohrad, Jablonné nad Orlicí, Lichkov, Vratislav, Poznaň, Bydhošť, Gdaňsk aj. Dopravcem v Polsku je PKP Intercity.

### Co vypovídají staré jízdní řády
V roce 1900 byly podle tehdejšího jízdního řádu v provozu tyto stanice:
Ústí nad Orlicí (něm. Wildenschwert), Hnátnice (něm. Fridrichswald), Dolní Dobrouč (něm. Liebenthal), Kyšperk (něm. Geiersberg, nyní Letohrad), Verměřovice-Čermná (něm. Wetzdorf, nyní Verměřovice), Jablonné nad Orlicí (něm. Gabel), Těchonín (něm. Linsdorf), Mladkov (něm. Wichstadtl), Mladkov-Lichkov (něm. Lichtenau), Mittelwalde (Mezilesí v Kladsku), 
| rok                                                                                 | provozovaná trať                                                   | počet vlaků |
| ----------------------------------------------------------------------------------- | ------------------------------------------------------------------ | --- |
| 1900                                                                                | 53 Ústí n. Orl. – Kyšperk                                          | 4 Os |
| 1900                                                                                | 54 Praha–Mittelwalde                                               | 2 Os Kyšperk–Mittelwalde                                                                                              |
| 1921                                                                                | 149 Ústí nad Orlicí – Kyšperk – Mezilesí v Kladsku                 | 8 Os Ústí nad Orlicí – Kyšperk, 6 Os Mladkov-Lichkov – Mezilesí                                                       |
| 1921                                                                                | 144 Hradec Králové – Hanušovice                                    | 7 Os Kyšperk – Mladkov-Lichkov                                                                                        |
| 1928/1929                                                                           | 152 Ústí nad Orlicí – Kyšperk                                      | 10 Os |
| 1928/1929                                                                           | 145 Praha – Hradec Králové – Hanušovice                            | 2 R + 5 Os Kyšperk – Dolní Lipka                                                                                      |
| 1928/1929                                                                           | 146 Lichkov–Mittelwalde                                            | 8 Os |
| 1937/1938                                                                           | 144 Ústí nad Orlicí – Kyšperk – Lichkov – Mittelwalde              | 12 Os Ústí nad Orlicí – Kyšperk, 2 R + 9 Os Kyšperk–Lichkov, 6 Os Lichkov–Mittelwalde                                 |
| 1937/1938                                                                           | 126 Praha – Hradec Králové – Hanušovice                            | 2 R + 9 Os Kyšperk – Dolní Lipka                                                                                      |
| 1944/1945                                                                           | 502f Ústí nad Orlicí – Kyšperk                                     | 1 R + 7 Os |
| 1944/1945                                                                           | 502 Velký Osek – Hradec Králové – Lichkov                          | 2 R + 10 Os Kyšperk – Jablonné n. Orl., 2 R + 6 Os Jablonné n. Orl. – Lichkov                                         |
| 1944/1945                                                                           | 154 Breslau – Glatz – Nieder Lipka – Mährisch Schönberg – Olmütz   | 1 R + 1 Os Lichkov–Mittelwalde, 2 R + 5 Os Mittelwalde – Nieder Lipka                                                 |
| 1945/1946                                                                           | 2d Ústí nad Orlicí – Kyšperk                                       | 8 Os |
| 1945/1946                                                                           | 2 Velký Osek – Hradec Králové – Hanušovice                         | 1 R + 7 Os Kyšperk – Dolní Lipka                                                                                      |
| 1945/1946                                                                           | 2g Lichkov–Międzylesie                                             | 1 R + 1 Os |
| 1959/1960                                                                           | 2d Ústí nad Orlicí – Letohrad                                      | 14 Os |
| 1959/1960                                                                           | 2 Velký Osek – Hradec Králové – Hanušovice                         | 2 R + 11 Os Letohrad – Dolní Lipka, 1 R + 1 Os Lichkov–Międzylesie                                                    |
| 1988/1989                                                                           | 024 Ústí nad Orlicí – Letohrad                                     | 1 R + 12 Os |
| 1988/1989                                                                           | 020 Velký Osek – Hradec Králové – Lichkov – Hanušovice/Międzylesie | 1 R + 11 Os Letohrad – Dolní Lipka, 2 R Letohrad–Lichkov–Międzylesie, 2 Os Lichkov–Międzylesie                        |
| 2002/2003                                                                           | 024 Ústí nad Orlicí – Letohrad                                     | 3 R + 17 Os |
| 2002/2003                                                                           | 021 Týniště n. Orl. – Hanušovice                                   | 4 R + 10 Os Letohrad–Lichkov                                                                                          |
| 2005/2006                                                                           | 024 Ústí nad Orlicí – Letohrad                                     | 19 Os |
| 2005/2006                                                                           | 021 Týniště n. Orl. – Štíty                                        | 2 R + 9 Os Letohrad–Lichkov                                                                                           |
| 2008/2009                                                                           | 024 Ústí nad Orlicí – Štíty                                        | 17 Os Ústí nad Orlicí – Letohrad, 2 R + 11 Os Letohrad–Lichkov, 2 R + 2 Os Lichkov–Międzylesie                        |
| 2011/2012                                                                           | 024 Ústí nad Orlicí – Moravský Karlov                              | 19 Os Ústí nad Orlicí – Letohrad, 17 Os Letohrad – Jablonné n. Orl., 15 Os Jablonné n. Orl. – Lichkov                 |
| 2012/2013                                                                           | 024 Ústí nad Orlicí – Moravský Karlov                              | 29 Os+12 Sp Ústí nad Orlicí – Letohrad, 19 Os+9 Sp Letohrad – Jablonné n. Orl., 17 Os+9 Sp Jablonné n. Orl. – Lichkov |
| 2013/2014                                                                           | 024 Ústí nad Orlicí – Mlýnický Dvůr                                | 32 Os+7 Sp Ústí nad Orlicí – Letohrad, 32 Os+7 Sp Letohrad – Jablonné n. Orl., 28 Os+7 Sp Jablonné n. Orl. – Lichkov  |
| 2014/2015                                                                           | 024 Ústí nad Orlicí – Moravský Karlov                              | 37 Os Ústí nad Orlicí – Letohrad, 36 Os Letohrad – Jablonné n. Orl., 29 Os Jablonné n. Orl. – Lichkov                 |
| 2015/2016                                                                           | 024 Ústí nad Orlicí – Štíty                                        | 37 Os Ústí nad Orlicí – Letohrad, 36 Os Letohrad – Jablonné n. Orl., 30 Os Jablonné n. Orl. – Lichkov                 |
| 2016/2017                                                                           | 024 Ústí nad Orlicí – Štíty                                        | 37 Os Ústí nad Orlicí – Letohrad, 36 Os Letohrad – Jablonné n. Orl., 28 Os Jablonné n. Orl. – Lichkov                 |
| 2018                                                                                | 024 Ústí nad Orlicí – Štíty                                        | 42 Os+1 Sp Ústí nad Orlicí – Letohrad, 32 Os+2 Sp Letohrad – Jablonné n. Orl., 28 Os+2 Sp Jablonné n. Orl. – Lichkov  |
| 2019                                                                                | 024 Ústí nad Orlicí – Mlýnický Dvůr                                | 41 Os+1 Sp Ústí nad Orlicí – Letohrad, 34 Os+2 Sp Letohrad – Jablonné n. Orl., 29 Os+2 Sp Jablonné n. Orl. – Lichkov  |
| Vysvětlivky R – rychlík nebo expres, Os – osobní nebo spěšný vlak, Sp – spěšný vlak |                                                                    | |

## Navazující tratě
- Ústí nad Orlicí
  - Železniční trať Praha – Česká Třebová
- Letohrad
  - Železniční trať Týniště nad Orlicí – Letohrad
- Lichkov
  - Železniční trať Vratislav–Lichkov
  - Železniční trať Lichkov–Štíty

## Provoz
V úseku Ústí nad Orlicí – Lichkov – Polsko jsou v provozu osobní a spěšné vlaky, (v minulosti rychlíky včetně spojení Praha–Varšava apod.) a je zde poměrně silná nákladní doprava. Od roku 2017 se musí ve směru Polsko přestupovat v Lichkově nebo Międzylesie.
V rámci optimalizace dopravy prosazoval kraj v roce 2011 projíždění minimálně využívaných zastávek Černovír a Lanšperk a původně navrhoval i projíždění dalších zastávek, od čehož částečně upustil; proti projíždění vystoupili někteří starostové obcí. V současné době (2018) sice některé vlaky tyto zastávky projíždějí, ale je zde v pracovní dny zajištěn dvouhodinový takt.
Provoz pravidelných osobních vlaků na této trati zajišťovaly do roku 2019 České dráhy. Od 15. prosince 2019 pravidelné osobní vlaky provozuje dopravce Leo Express Tenders.

## Stanice a zastávky

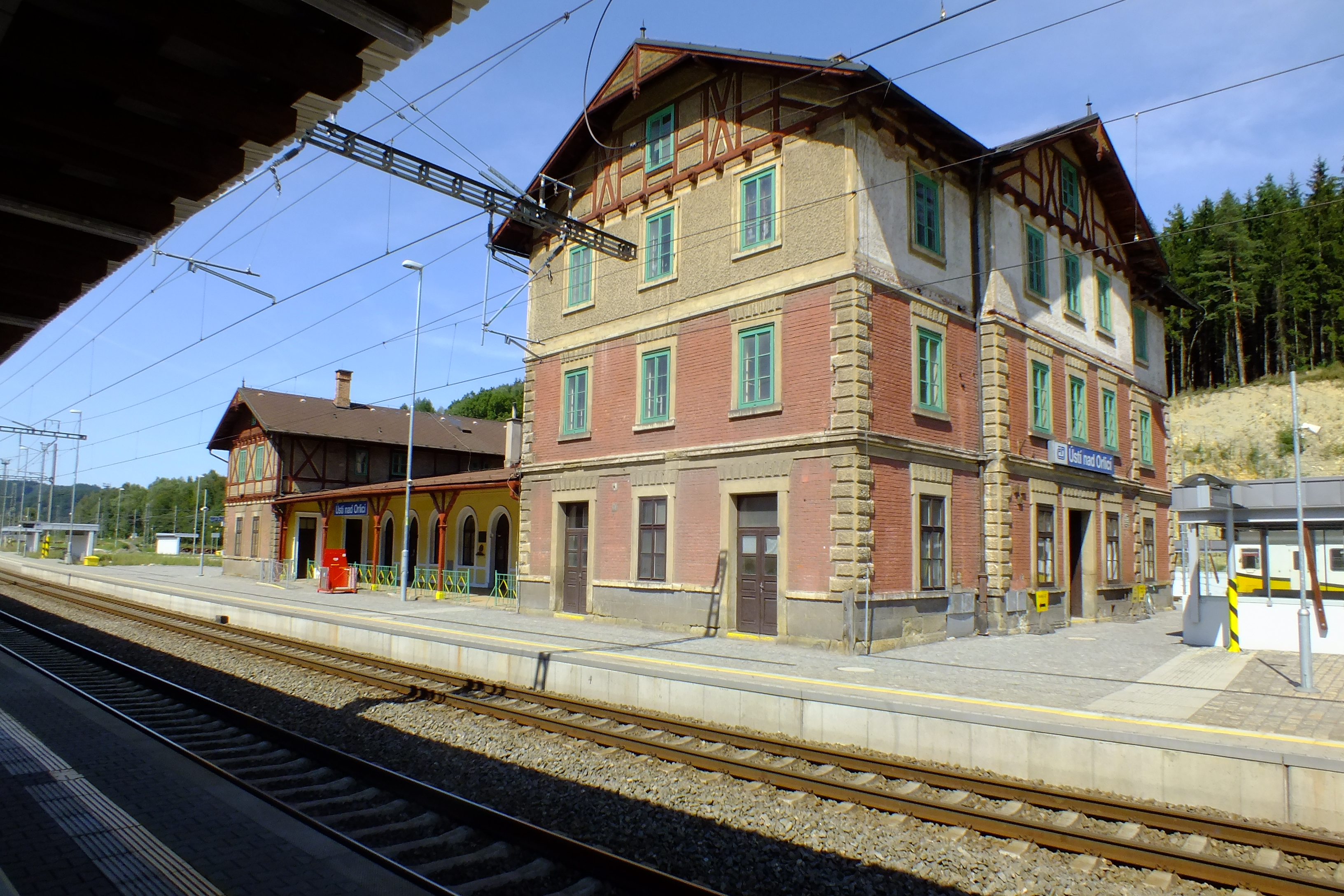
Ústí nad Orlicí
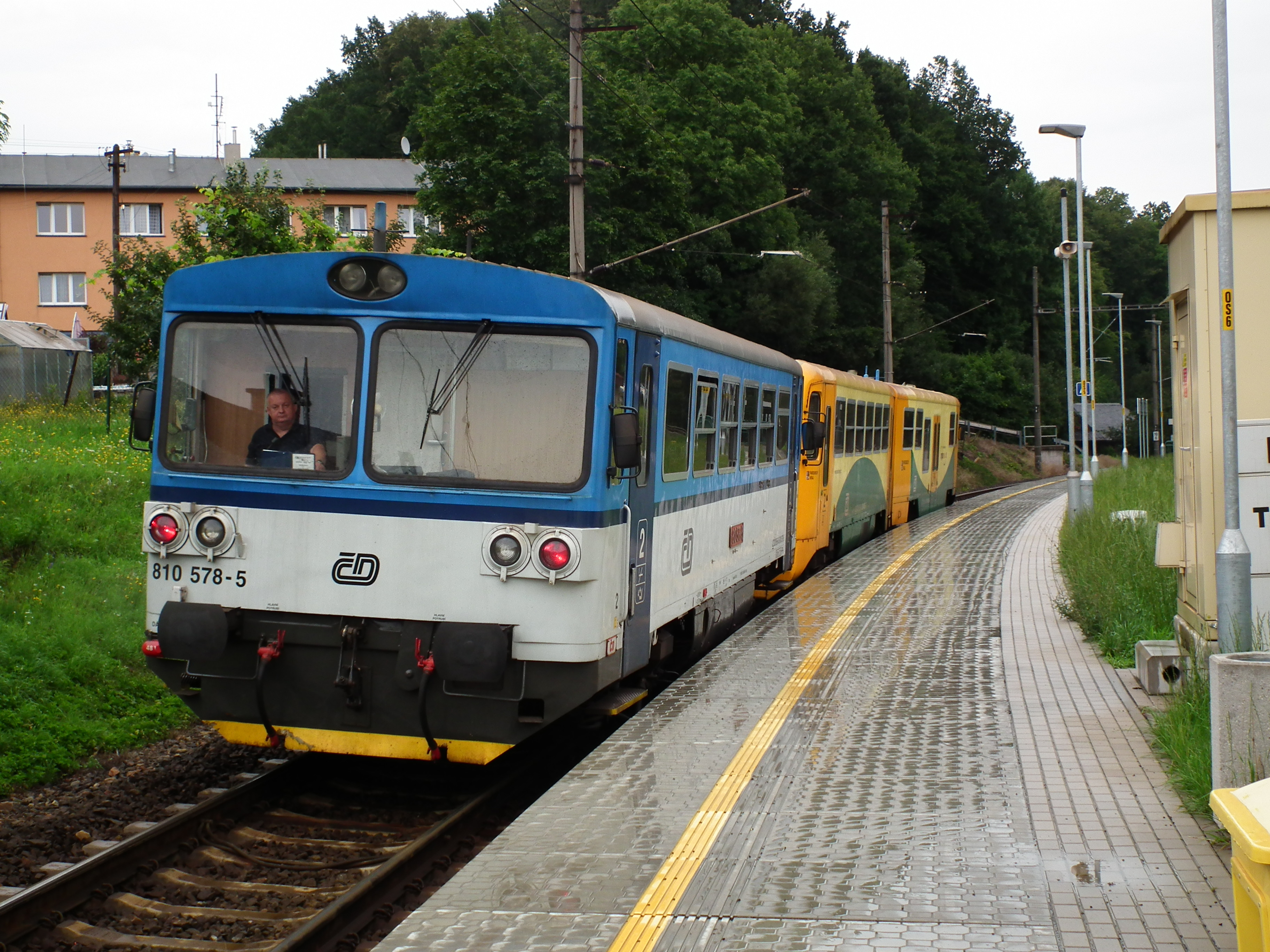
Dolní Libchavy
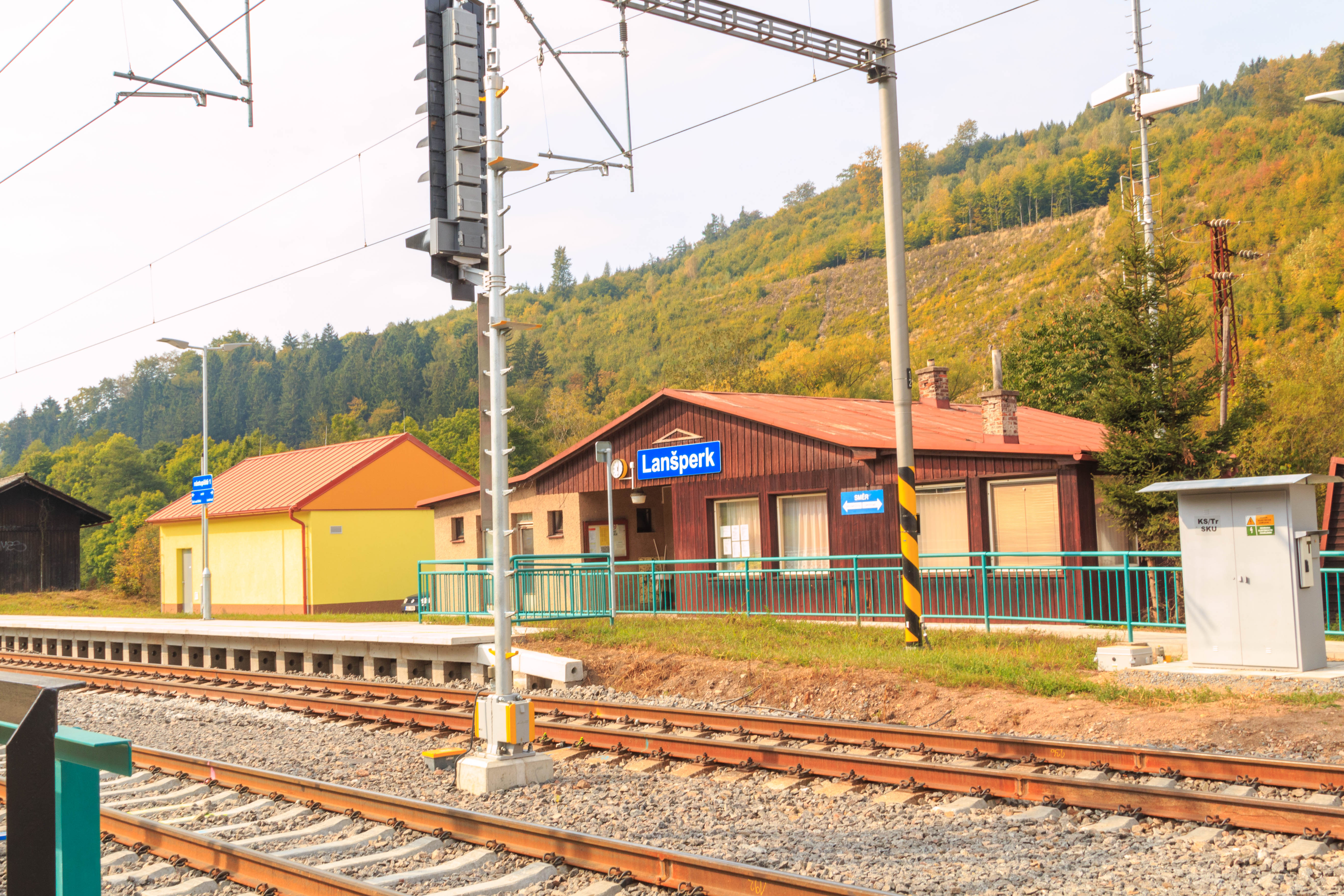
Lanšperk
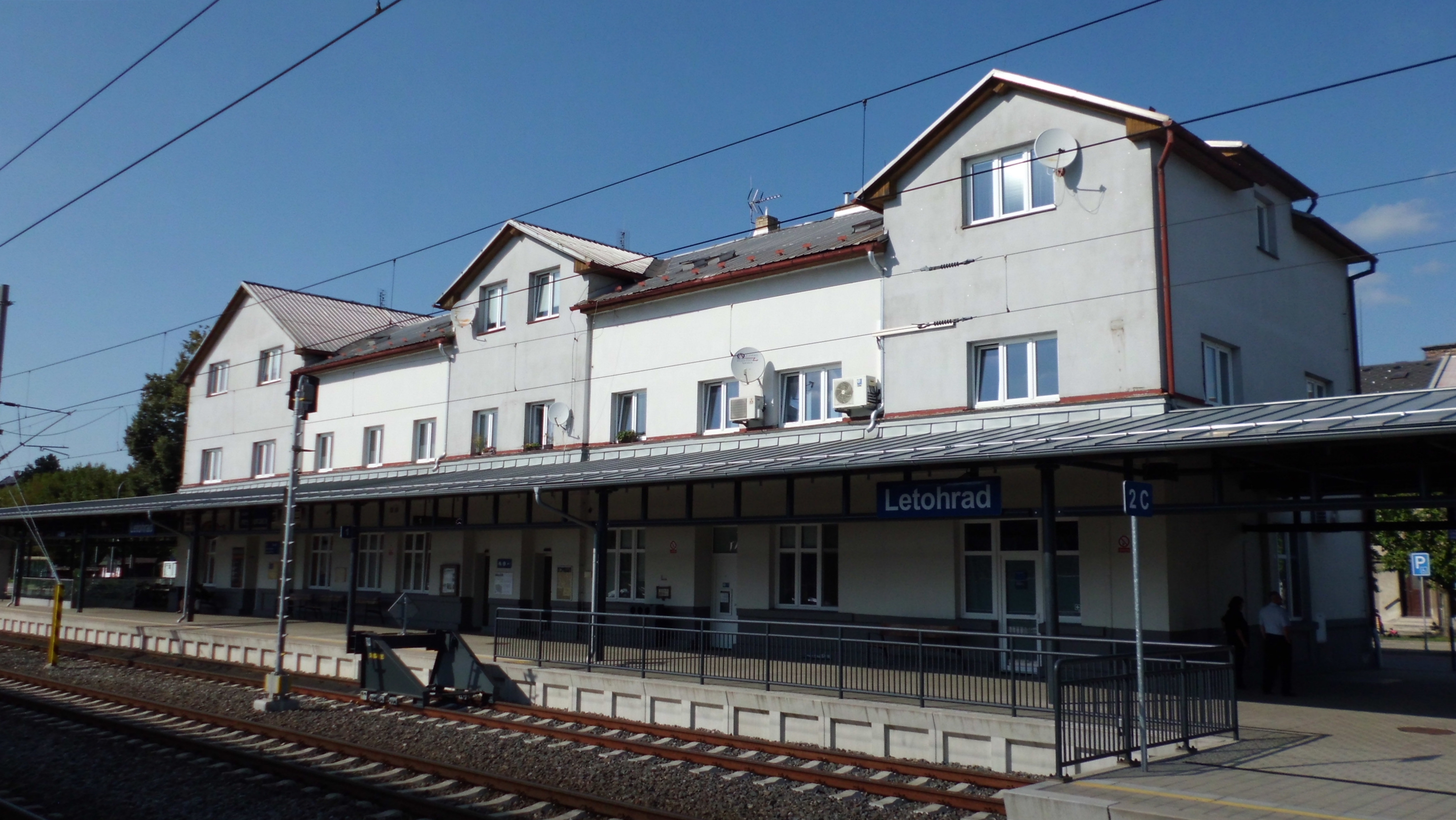
Letohrad
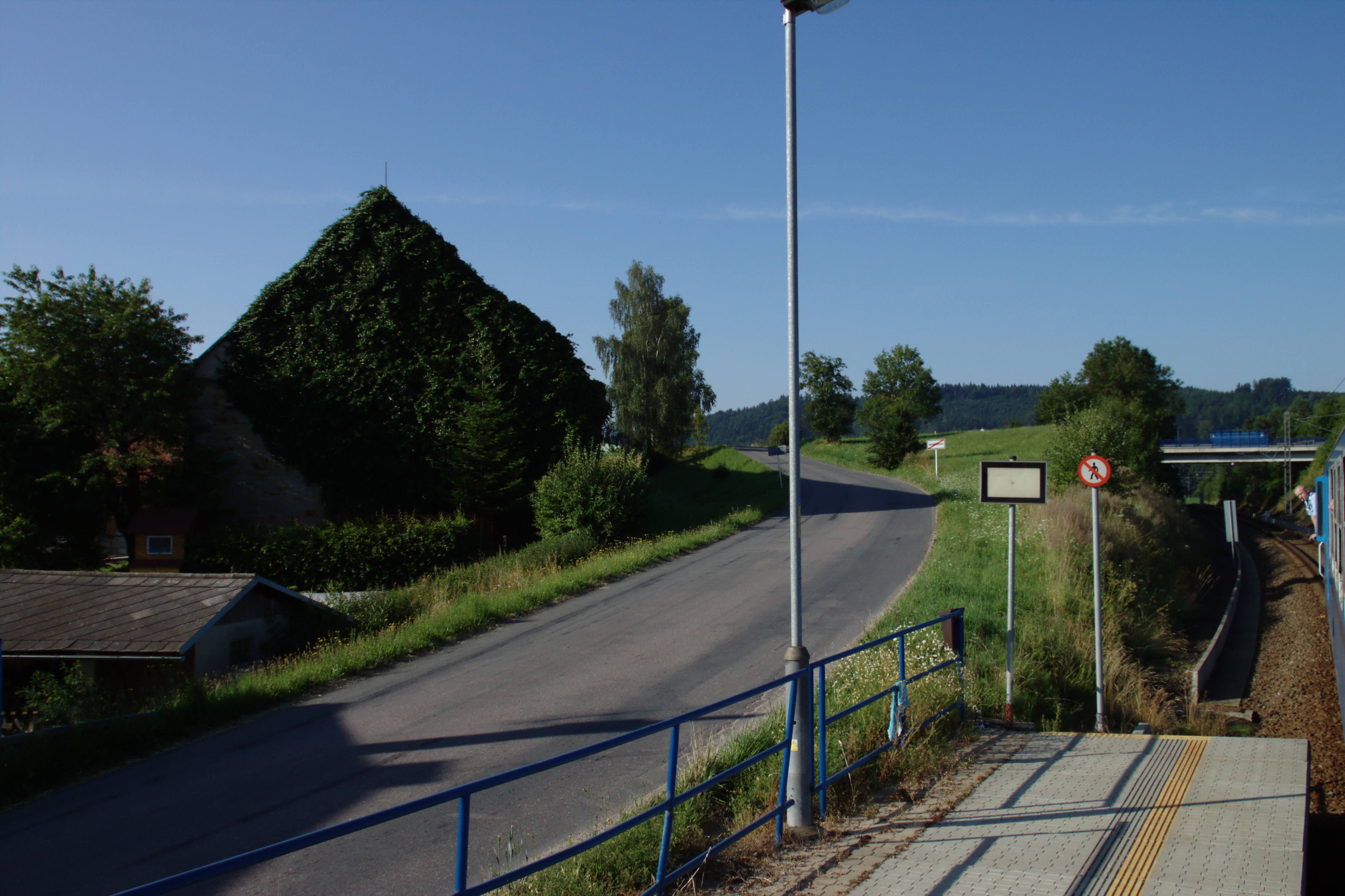
Verměřovice
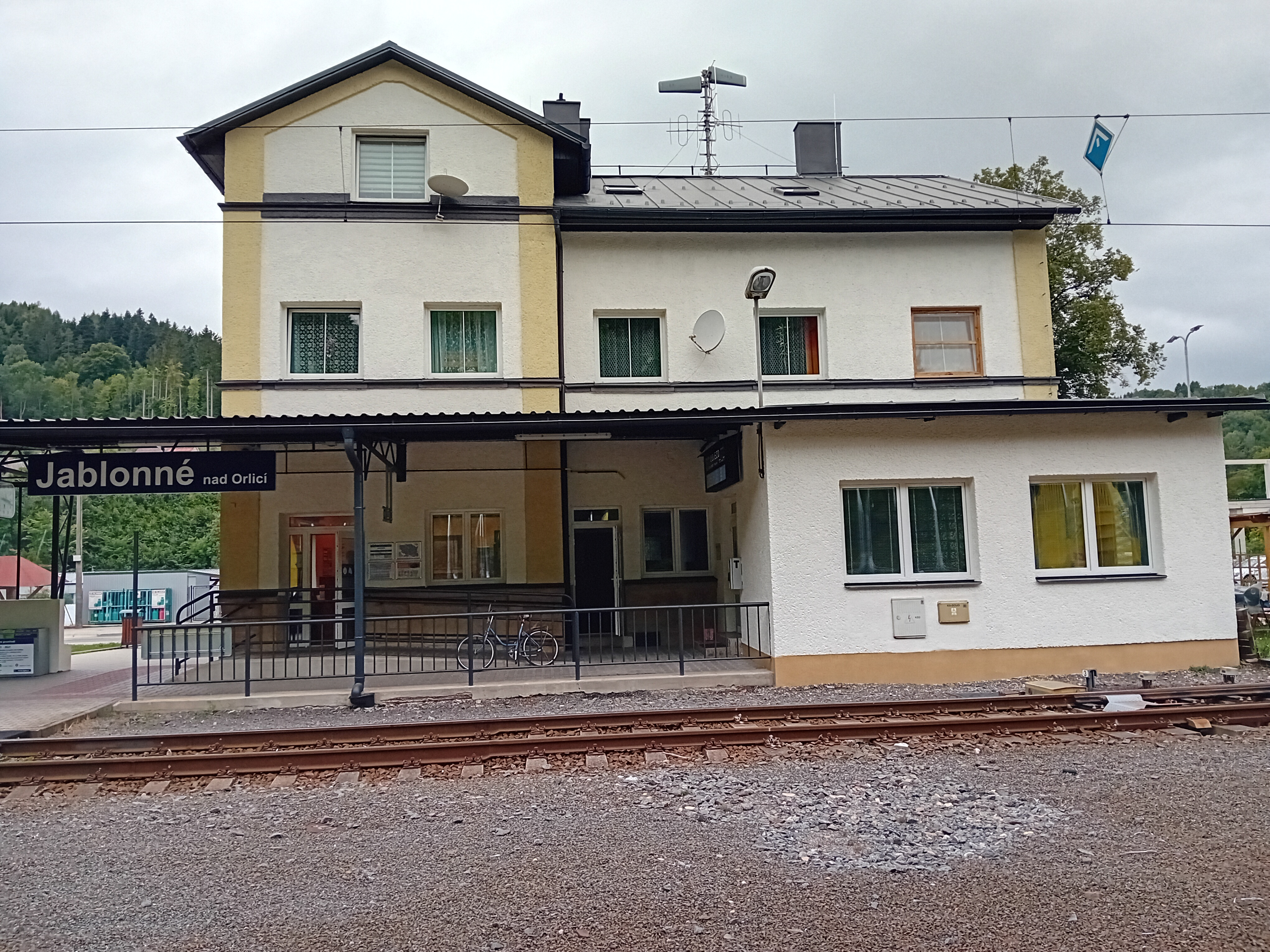
Jablonné nad Orlicí
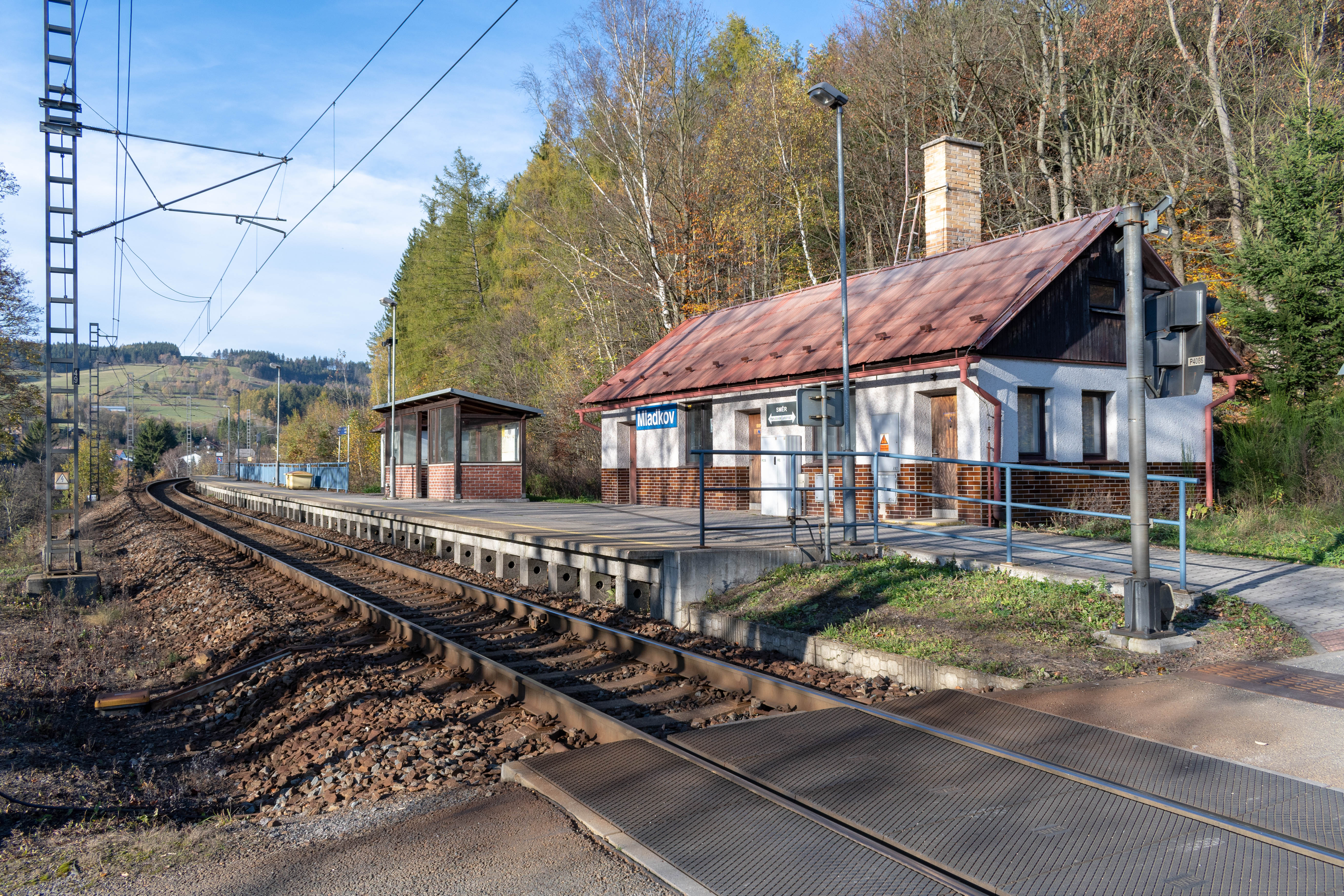
Mladkov
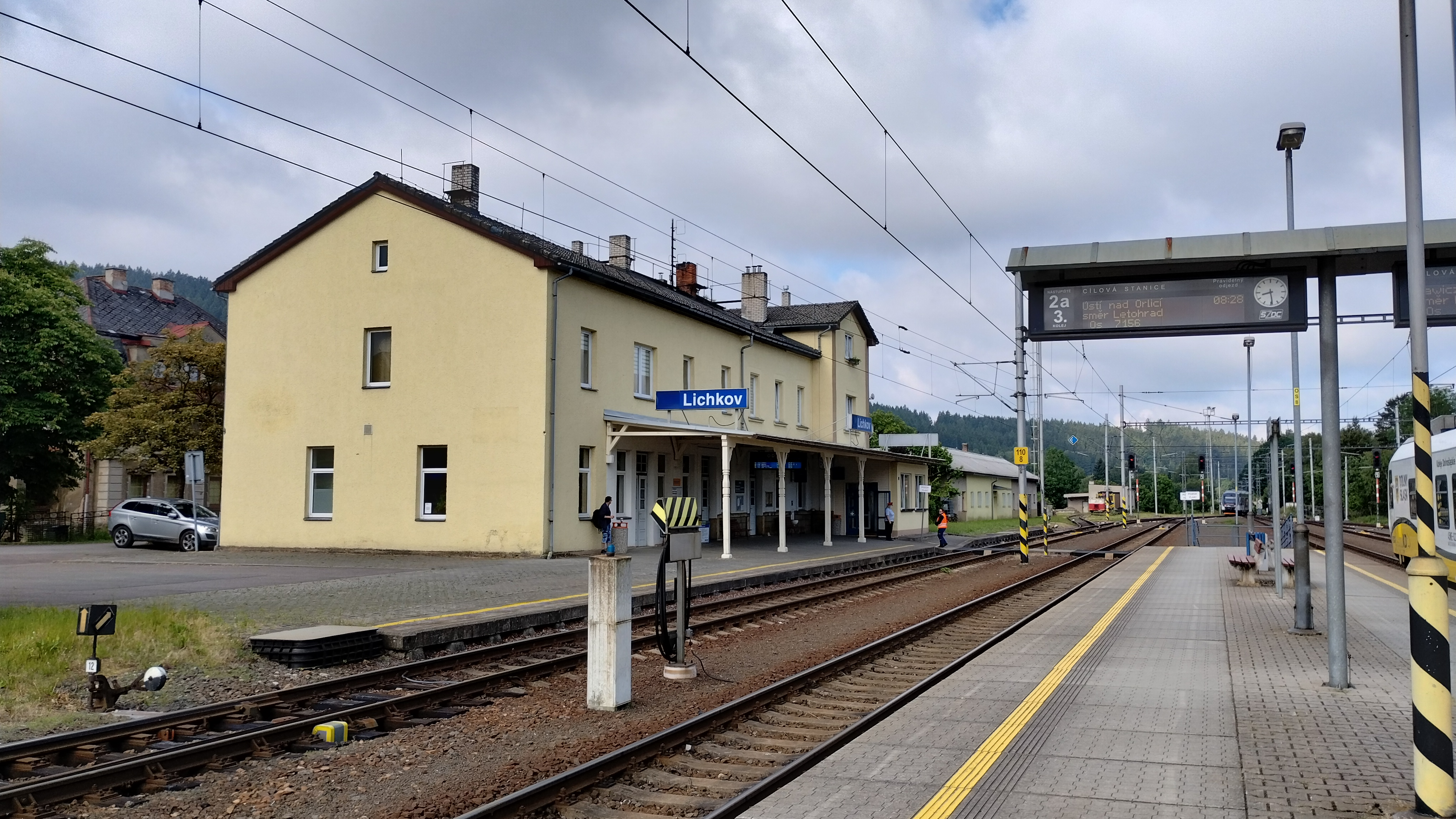
Lichkov
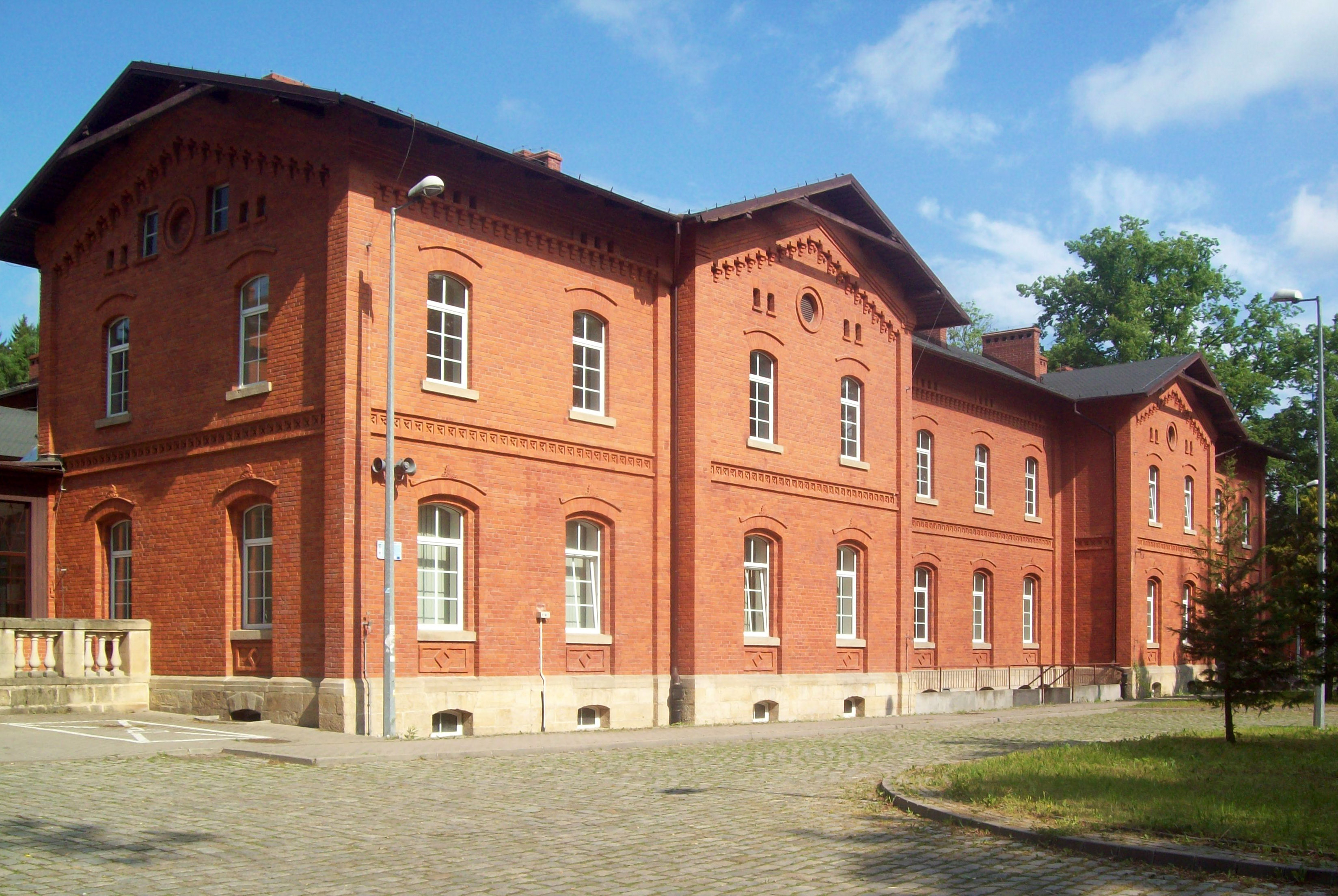
Międzylesie